# Сеніга
Сеніга, Сеніґа (італ. Seniga) — муніципалітет в Італії, у регіоні Ломбардія, провінція Брешія.
Сеніга розташована на відстані близько 420 км на північний захід від Рима, 85 км на схід від Мілана, 30 км на південь від Брешії.
Населення — 1519 осіб (2014).

## Демографія
Населення за роками:

Станом на 1 січня 2023 року в муніципалітеті офіційно проживало 200 іноземців з 20 країн, серед них 20 громадян країн Євросоюзу та 5 громадян України.

## Сусідні муніципалітети
- Альфьянелло
- Габбьонета-Бінануова
- Мільцано
- Остіано
- Пральбоїно
- Скандолара-Рипа-д'Ольйо